# John J. Boylan

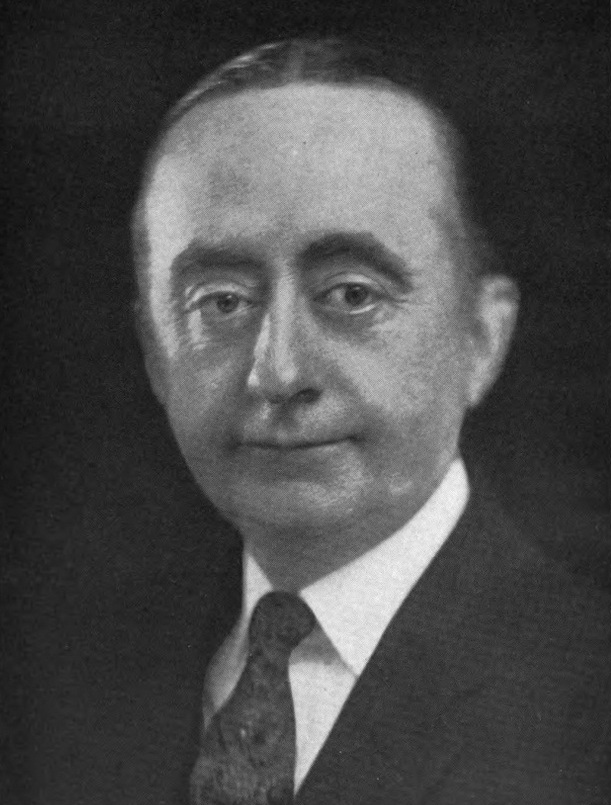
John J. Boylan

John Joseph Boylan (* 20. September 1878 in New York City; † 5. Oktober 1938 ebenda) war ein US-amerikanischer Jurist und Politiker. Zwischen 1923 und 1938 vertrat er den Bundesstaat New York im US-Repräsentantenhaus.

## Werdegang
John Joseph Boylan besuchte öffentliche Schulen, die Cathedral School, das De La Salle Institute und das Manhattan College, alle in New York City. Er arbeitete als Postal Clerk und ging danach Immobiliengeschäften nach. Zwischen 1909 und 1913 saß er in der New York State Assembly und zwischen 1913 und 1922 im Senat von New York. Politisch gehörte er der Demokratischen Partei an.
Bei den Kongresswahlen des Jahres 1922 für den 68. Kongress wurde Boylan im 15. Wahlbezirk von New York in das US-Repräsentantenhaus in Washington, D.C. gewählt, wo er am 4. März 1923 die Nachfolge von Thomas Jefferson Ryan antrat. Er wurde sieben Mal in Folge wiedergewählt. Im Jahr 1938 verzichtete er auf eine erneute Kandidatur, starb allerdings vor dem Ende seiner letzten Amtszeit am 5. Oktober 1938 in New York City. Sein Leichnam wurde auf dem Calvary Cemetery in Long Island City beigesetzt.